# Jon Lord
Jonathan Douglas Lord, D.M. (9. června 1941 Leicester – 16. července 2012 Londýn) byl britský hráč na klavír a Hammondovy varhany. Byl členem skupin Deep Purple, Whitesnake, Paice, Ashton & Lord, The Artwoods, Santa Barbara Machine Head a Flower Pot Men. Jeho styl je charakteristický kombinováním klasické a rockové hudby. V roce 1968 spoluzaložil kapelu Deep Purple. Jon Lord a Ian Paice byli stálými členy po 34 let, poté Lord v roce 2002 kapelu opustil a nahradil jej Don Airey.
V roce 2011 získal titul Doctor of Music. Ve stejném roce spoluzaložil dobročinný projekt WhoCares. Trpěl rakovinou slinivky břišní a zemřel na plicní embolii.
Jeho manželka Vickie Lord je dvojčetem manželky Iana Paice jménem Jacky Paice.

## Diskografie

### S Deep Purple
- Shades of Deep Purple (1968)
- The Book of Taliesyn (1968)
- Deep Purple (1969)
- Concerto for Group and Orchestra (1969)
- Deep Purple in Rock (1970)
- Fireball (1971)
- Machine Head (1972)
- Who Do We Think We Are (1973)
- Burn (1974)
- Stormbringer (1974)
- Come Taste the Band (1975)
- Perfect Strangers (1984)
- The House of Blue Light (1987)
- Slaves and Masters (1990)
- The Battle Rages On... (1993)
- Purpendicular (1996)
- Abandon (1998)
- In Concert with the London Symphonic Orchestra (1999)

### Sólové
- Gemini Suite (1972)
- Sarabande (1976)
- Before I Forget (1982)
- Pictured Within (1998)
- Beyond the Notes (2004)
- Boom of the Tingling Strings (2008)
- Durham Concerto (2008)
- To Notice Such Things (2010)
- Jon Lord Blues Project Live (2011)
- Jon Lord Live (Bucharest 2009) (2011)

### S Whitesnake
- Trouble (1978)
- Lovehunter (1979)
- Ready An' Willing (1980)
- Come An' Get It (1981)
- Saints An' Sinners (1982)
- Slide It In (1984)

### Ostatní
- Art Gallery (1966, s The Artwoods)
- The Last Rebel (1971, filmová hudba s Tony Ashtonem)
- Windows (1974, s Eberhardem Schoenerem)
- First of the Big Bands(1974, s Tony Ashtonem)
- Malice in Wonderland (1977, s PAL)
- The Country Diary Of An Edwardian Lady (1984, s Alfredem Ralstonem)
- From Darkness To Light (2000, nevydáno)
- Calling The Wild  (2000, filmová hudba, nevydáno)
- Boom Of The Tingling Strings  (2003, nevydáno)
- Disguises (2004, nevydáno)